# Дуарте Португальский, 5-й герцог Гимарайнш
Дуарте Португальский, 5-й герцог Гимарайнш (март 1541, Алмейрин — 28 ноября 1576, Эвора) — португальский инфант, единственный сын Дуарте Португальского и его супруги Изабел Браганса.

## Биография
Дуарте родился после смерти своего отца и в момент рождения унаследовал герцогство Гимарайнш. Он был одним из самых влиятельных дворян во времена правления королей Жуана III и Себастьяна I.
Будучи членом государственного совета, в 1569 году он проголосовал за брак короля Себастьяна с Маргаритой де Валуа (которая впоследствии стала первой женой Генриха IV), а в 1574 году он сопровождал короля Себастьяна во время его первой поездки в Танжер, на севере Африки.
В 1557 году, когда король Жуан III умер, Дуарте был одним из трёх живущих законных потомков короля Португалии Мануэля I (вместе с королём Себастьяном и кардиналом Энрике).
Королю Себастьяну не нравилось такое положение дел и он несколько раз проявлял неуважение к титулу Дуарте. Когда король не пригласил Дуарте на королевскую корриду в Лиссабоне, Дуарте это очень обидело и он удалился в Эвору, где спустя несколько месяцев умер. Он никогда не был женат и не оставил наследников.